# Dynamic Terrain Vehicles
Dynamic Terrain Vehicles ist ein in Bloemfontein ansässiges Unternehmen und ehemaliger südafrikanischer Automobilhersteller.

## Vorgeschichte
Antonie Brandt, Leiter eines auf den Anhängerbau spezialisierten Unternehmens, fertigte 1994 ein kleines Fahrzeug für seine Kinder. Weitere Fahrzeuge dieser Art folgten für Kunden.

## Unternehmensgeschichte
Am 18. Juli 2002 gründete Brandt das Unternehmen Dynamic Terrain Vehicles. Die industrielle Fertigung von Kraftfahrzeugen begann. Der Markenname lautet DTV. 2014 endete die Produktion. Im Mai 2020 galt das Unternehmen noch als aktiv.

## Modelle
Die ersten Modelle waren für Kinder gemacht und erhielten keine Straßenzulassung.
2003 erschien mit dem Roadrunner das erste Modell mit Straßenzulassung. 2009 folgte das überarbeitete Modell Roadrunner 2 n. Es war bei einem Radstand von 183 cm 335 cm lang, 172 cm breit und 184 cm hoch. Ein Vierzylinder-Reihenmotor von Toyota mit 2198 cm³ Hubraum und 76 kW Leistung trieb die Hinterräder an.
Alle Fahrzeuge ähnelten dem Jeep.